# TID Tower
La TID Tower è un grattacielo che si trova a Tirana, vicino alla piazza Scanderbeg.
Prende il nome dalla società Tirana International Development che ne commissionò la costruzione e oggi ospita il Maritim Plaza Tirana, un hotel di lusso di proprietà della catena alberghiera tedesca Maritim. 
Il progetto dell'edificio è opera dello studio di architettura belga 51N4E e la costruzione iniziò il 14 gennaio 2007.

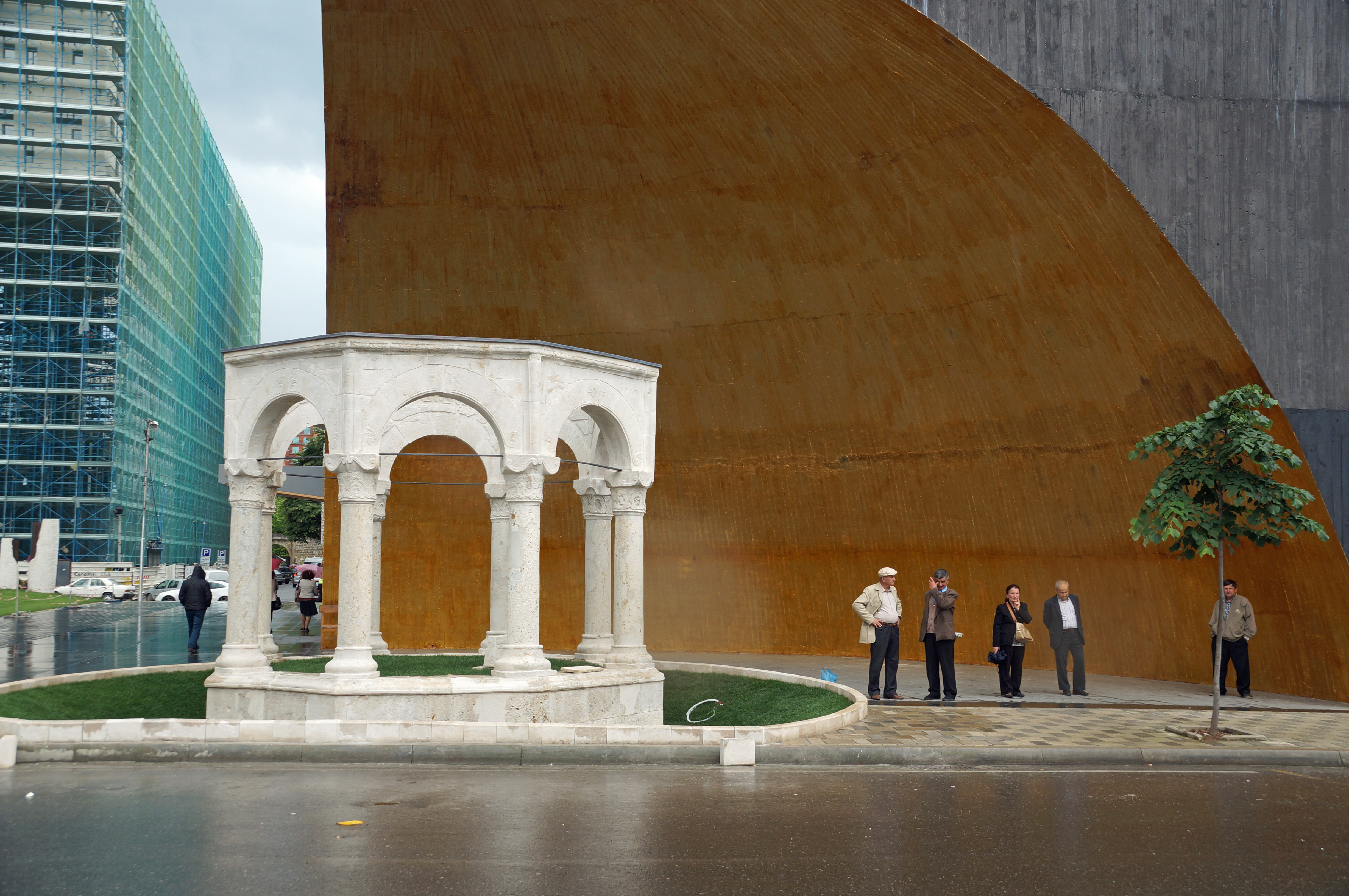
La tomba di Kapllan Pasha sotto il complesso della TID Tower

La torre centrale è alta 85 metri ed è composta da 23 piani. Il design architettonico della TID Tower è degno di nota per l'incorporazione della tomba di Kapllan Pasha all'interno di uno spazio vuoto in uno degli edifici del complesso e per l'uso di pannelli di cemento gettati in loco.
Il progetto dell'edificio è stato completato nel 2016 e presentato lo stesso anno alla Biennale di Venezia.
Al tempo della sua costruzione la torre era l'edificio più alto in Albania.